# Eugen Piwowarsky
Eugen Piwowarsky (Leśnica, 10 de novembro de 1891 — Aachen, 17 de novembro de 1953) foi um metalurgista alemão.
Piwowarsky nasceu em Leśnica, Alta Silésia, Prússia. Estudou na Universidade Técnica de Wroclaw. Foi professor da Universidade Técnica de Aachen.

## Obras
- Hochwertiger Grauguss und die physikalisch-metallurgischen Grundlagen seiner Herstellung, 1929